# Gefahrgutbeförderungsgesetz (Deutschland)
Das Gefahrgutbeförderungsgesetz (GGBefG) ist das grundlegende Gesetz für die Beförderung gefährlicher Güter mit Eisenbahn-, Magnetschwebebahn-, Straßen-, Wasser- und Luftfahrzeugen in der Bundesrepublik Deutschland.
Es regelt den Geltungsbereich der Gefahrgutvorschriften allgemein, legt die Ermächtigungen und die Eingriffsmöglichkeiten der Bundesbehörden und die Höhe der Bußgelder für Ordnungswidrigkeiten fest.
Zum Beispiel beinhaltet der Begriff „Beförderung“ nach diesem Gesetz nicht nur den Transport an sich, sondern auch Vorbereitungs- und Abschlusshandlungen (Verpacken und Auspacken der Güter, Be- und Entladen).
Es folgt ein Verzeichnis der Paragrafen des Gefahrgutbeförderungsgesetzes (in der Fassung vom 1. Januar 2010):
- § 1 Geltungsbereich
- § 2 Begriffsbestimmungen
- § 3 Ermächtigungen
- § 4  (weggefallen)
- § 5 Zuständigkeiten
- § 6 Allgemeine Ausnahmen
- § 7 Sofortmaßnahmen
- § 7a Anhörung
- § 7b Beirat
- § 8 Maßnahmen der zuständigen Behörden
- § 9 Überwachung
- § 9a Amtshilfe und Datenschutz
- § 10 Ordnungswidrigkeiten
- § 11 Strafvorschriften
- § 12 Kosten
- § 13  (Änderung anderer Gesetze)
- § 14  (weggefallen)
- § 15  (weggefallen)